# Erotogenní zóna

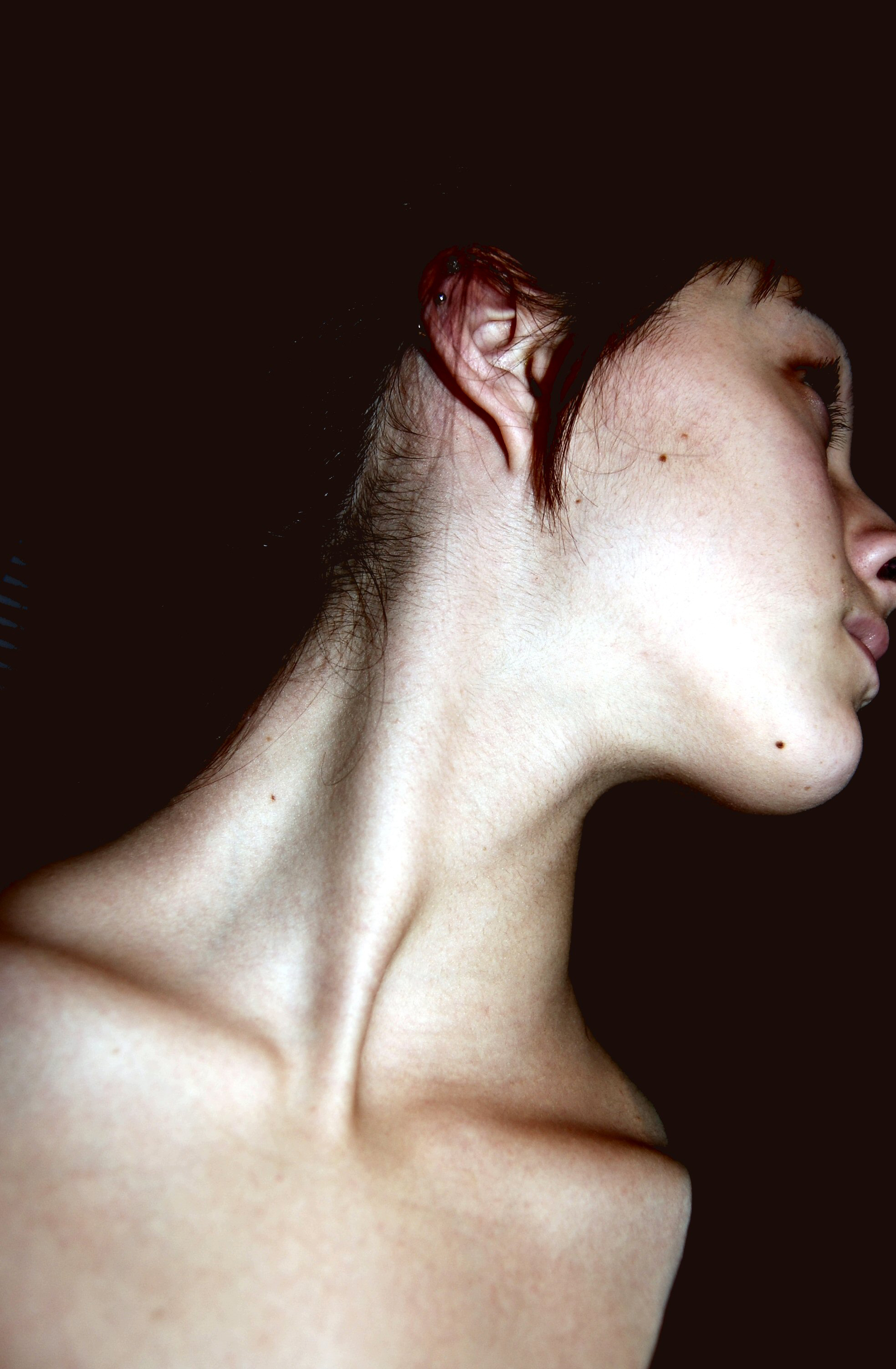
Erotogenní zónou je i krk

Erotogenní zóna je oblast na povrchu těla, jejíž dráždění způsobuje nárůst sexuálního vzrušení.

## Rozdíly
Erotogenní zóny se nacházejí na mnoha místech lidského těla a u každého jedince se liší. Pro někoho je už jemný dotek velice vzrušující, někdo naopak potřebuje delší hlazení a dráždění určitých partií. Pro muže i ženy je asi nejvíc vzrušující dráždění pohlavních orgánů, ale podobná místa se nacházejí např. i na hlavě. V některé literatuře se uvádí, že nejvýznamnější mužskou erotogenní zónou je žalud a že prožitky z dráždění ostatních erotogenních zón nejsou tak intenzivní.
Některé oblasti lidského těla fungují jako erotogenní zóny pro většinu populace. Pro uspokojivý sexuální život je vhodné znát své erotogenní zóny a případně s nimi seznámit svého partnera.

## Významné erotogenní zóny

### Ženy
- pohlavní orgány
- bod G
- uši
- prsa a bradavky
- ušní lalůčky
- hýždě
- vnitřní část stehen
- oční víčka
- pupek a břicho
- rty
- jazyk
- krk
- dlaně
- šíje
- záda
- prsty
- podkolenní jamky
- boky
- vnitřní strana paží
- chodidla

### Muži
- penis
- místo za kořenem penisu
- žalud, předkožka
- varlata
- hráz (místo mezi penisem a konečníkem)
- bradavky
- rty
- jazyk
- ušní lalůčky
- spodní část páteře
- dlaně
- hýždě
- krk
- pupek a břicho
- šíje
- záda
- prsty
- podkolenní jamky
- boky
- stehna
- vnitřní strana paží
- chodidla

## Hodnocení erotogenních zón
|                     | Ženy    | Ženy        |                     | Muži    | Muži        |
|                     | britské | francouzské |                     | britští | francouzští |
| Poštěváček          | 9,17    | 8,76        | Penis               | 9,00    | 8,79        |
| Pochva              | 8,40    | 8,20        | Ústa / rty          | 7,03    |             |
| Bod G               |         | 7,79        | Šourek              | 6,50    | 6,99        |
| Ústa / rty          | 7,91    |             | Jazyk               |         | 5,88        |
| Šíje                | 7,51    |             | Vnitřní část stehen | 5,84    |             |
| Prsa                | 7,35    | 6,50        | Šíje                | 5,65    |             |
| Bradavky            | 7,35    |             | Rty                 |         | 5,52        |
| Vnitřní část stehen | 6,70    |             | Řitní otvor         |         | 5,00        |
| Dolní část krku     | 6,20    |             | Bradavky            | 4,89    |             |
| Jazyk               |         | 6,18        | Prostata            |         | 4,89        |
| Rty                 |         | 5,69        | Záda                |         | 4,87        |
| Řitní otvor         |         | 5,50        | Hráz                | 4,81    |             |
| Záda                |         | 5,19        | Podbřišek           | 4,80    |             |
| Ucho                | 5,06    |             | Dolní část krku     | 4,53    |             |
| Dolní část zad      | 4,73    |             | Ucho                | 4,30    |             |
| Stydký pahorek      | 4,72    |             | Hrudník             | 4,14    | 4,52        |
| Hýždě               | 4,53    | 5,91        | Hýždě               | 4,06    | 5,60        |
| Hlava a vlasy       | 4,14    | 3,53        | Hlava a vlasy       | 3,53    | 3,70        |
| Břicho              | 3,97    | 4,89        | Břicho              | 3,01    | 4,35        |
| Kyčle               | 3,57    |             | Dolní část zad      | 2,86    |             |
| Boky                | 3,50    |             | Ruce                | 2,83    |             |
| Ramena              | 3,27    |             | Boky                | 2,83    |             |
| Hráz                | 3,01    |             | Prsty               | 2,76    |             |
| Horní část zad      | 2,98    |             | Dolní část stehen   | 2,48    |             |
| Ruce                | 2,73    |             | Kyčle               | 2,31    |             |
| Dolní část stehen   | 2,60    |             | Horní část zad      | 2,22    |             |
| Lopatky             | 2,36    |             | Ramena              | 1,96    |             |
| Prsty               | 2,34    |             | Vnější část stehen  | 1,91    |             |
| Vnější část stehen  | 1,96    |             | Líce                | 1,65    |             |
| Zápěstí             | 1,86    |             | Pupek               | 1,60    |             |
| Podkolenní jamky    | 1,70    |             | Lopatky             | 1,45    |             |
| Líce                | 1,65    |             | Podkolenní jamky    | 1,40    |             |
| Pupek               | 1,62    |             | Chodidlo            | 1,34    |             |
| Chodidlo            | 1,32    |             | Horní část paže     | 1,30    |             |
| Oči a spánky        | 1,24    |             | Oči a spánky        | 1,22    |             |
| Horní část paže     | 1,15    |             | Prsty na nohou      | 1,00    |             |
| Předloktí           | 0,93    |             | Zápěstí             | 0,99    |             |
| Prsty na nohou      | 0,85    |             | Předloktí           | 0,97    |             |
| Čelo                | 0,85    |             | Brada               | 0,63    |             |
| Lýtko               | 0,57    |             | Lýtko               | 0,62    |             |
| Brada               | 0,55    |             | Kotníky             | 0,47    |             |
| Kotníky             | 0,54    |             | Čelo                | 0,46    |             |
| Čéška               | 0,44    |             | Nos                 | 0,36    |             |
| Holenní kost        | 0,29    |             | Čéška               | 0,32    |             |
| Nos                 | 0,24    |             | Loket               | 0,22    |             |
| Loket               | 0,16    |             | Holenní kost        | 0,20    |             |